# Torrecilla de la Abadesa
Torrecilla de la Abadesa è un comune spagnolo di 340 abitanti situato nella comunità autonoma di Castiglia e León.